# Список умерших в 1983 году
В этой статье представлен список известных людей, умерших в 1983 году.
- См. также: Категория:Умершие в 1983 году

## Январь
- 1 января — Мария Рудницкая (66) — советская художница, живописец и педагог.
- 1 января — Николай Свинарчук (62) — участник Великой Отечественной войны, Герой Советского Союза.
- 1 января — Василий Шишкин (61) — участник Великой Отечественной войны, Герой Советского Союза.
- 3 января — Василий Андриенко (57) — участник Великой Отечественной войны, Герой Советского Союза.
- 3 января — Алесь Бачило (64) — белорусский советский поэт, заслуженный деятель культуры БССР.
- 3 января — Андрей Кавтаськин (70) — участник Великой Отечественной войны, Герой Советского Союза.
- 3 января — Павел Николенко (68) — участник Великой Отечественной войны, Герой Советского Союза.
- 3 января — Иван Волкодав (69) — участник Великой Отечественной войны, Герой Советского Союза.
- 4 января — Михаил Сипович (74) — участник Великой Отечественной войны, Герой Советского Союза.
- 6 января — Клавдий Птица (71) — российский хоровой дирижёр, народный артист СССР (1966).
- 7 января — Леонид Лурье (72) — литовский советский театральный режиссёр, актёр и преподаватель.
- 8 января — Алексей Кондруцкий (69) — участник Великой Отечественной войны, Герой Советского Союза.
- 8 января — Степан Харченко (67) — участник Великой Отечественной войны, Герой Советского Союза.
- 8 января — Гейл Пейдж (69) — американская актриса радио, кино и телевидения.
- 9 января — Кузьма Мочалов (71) — советский учёный-химик.
- 10 января — Евгений Шаблиовский (76) — украинский советский литературовед, член-корреспондент АН Украины, лауреат Ленинской премии.
- 10 января — Василий Хохлачёв (64) — участник Великой Отечественной войны, Герой Советского Союза.
- 11 января — Хаким Давлетбеков (72) — первый советский казах-киноактёр, кинорежиссёр, основатель национального казахстанского кино.
- 11 января — Тихон Киселёв (65) — советский государственный и партийный деятель. Герой Социалистического Труда.
- 11 января — Ежи Липман (60) — польский кинооператор.
- 11 января — Николай Подгорный (79) — советский и украинский политический деятель.
- 11 января — Григорий Рошаль (83) — советский режиссёр, Народный артист СССР (1967).
- 15 января — Меер Лански, (80) — американский видный криминальный деятель.
- 15 января — Фёдор Озерин (71) — участник Великой Отечественной войны, Герой Советского Союза.
- 16 января — Владимир Бакарич (70) — югославский политический деятель, Народный герой Югославии.
- 17 января — Николай Солодилов (58) — участник Великой Отечественной войны, Герой Советского Союза.
- 18 января — Артуро Умберто Ильиа (82) — бывший президент Аргентины.
- 19 января — Андрей Лукьянов (60) — участник Великой Отечественной войны, Герой Советского Союза.
- 20 января — Гарринча (49) — бразильский футболист, правый нападающий, считается лучшим правым крайним нападающим в истории футбола.
- 21 января — Кузьма Гаркуша (65) — майор Советской Армии, участник Великой Отечественной войны, Герой Советского Союза.
- 21 января — Юхан Грёттумсбротен (83) — норвежский спортсмен, двоеборец и лыжник, трёхкратный олимпийский чемпион.
- 21 января — Николай Костарев (68) — русский советский поэт, драматург.
- 22 января — Пётр Абрамов (59) — участник Великой Отечественной войны, Герой Советского Союза.
- 22 января — Лев Миров (79) — советский артист эстрады, актёр и конферансье, народный артист РСФСР.
- 24 января — Семён Альтшулер (71) — советский физик, член-корреспондент АН СССР.
- 24 января — Джордж Кьюкор (83) — американский кинорежиссёр и сценарист.
- 24 января — Хуан Карлос Сабала (71) — аргентинский спортсмен, олимпийский чемпион в марафоне.
- 25 января — Сергей Бочаров (57) — участник Великой Отечественной войны, Герой Советского Союза.
- 26 января — Валерий Акопян (43) — советский детский хирург, доктор медицинских наук.
- 26 января — Григорий Левин (81) — участник Великой Отечественной войны, Герой Советского Союза.
- 27 января — Федот Бесполов (87) — советский инженер-конструктор, кораблестроитель.
- 27 января — Жорж Бидо (83) — французский политик, премьер-министр страны в 1946 и 1949—1950.
- 27 января — Ихинио Мориниго Мартинес (86) — парагвайский военный и государственный деятель, президент в 1940—1948 годах.
- 27 января — Луи де Фюнес (68) — французский киноактёр, комик, сценарист и режиссёр.
- 28 января — Иван Фёдоров (61) — генерал-майор Советской Армии, участник Великой Отечественной войны, Герой Советского Союза.
- 28 января — Фрэнк Форд (92) — австралийский государственный деятель, премьер-министр Австралии (1945).
- 29 января — Юрий Яралов (71) — советский архитектор, народный архитектор СССР (1981).
- 30 января — Борис Петкер (80) — советский актёр театра и кино, народный артист СССР (1963).
- 31 января — Константин Банников (81) — советский военачальник, генерал-майор танковых войск.
- 31 января — Александр Батурин (78) — советский оперный певец (бас-баритон), народный артист РСФСР.

## Февраль
- 2 февраля — Освальд Датч (урожденный Отто Эрих Дойч; 88) — австро-британский журналист и писатель.
- 3 февраля — Зоя Андреева (83) — советский политический деятель, председатель Председатель Президиума Верховного Совета Чувашской АССР (1938—1955).
- 4 февраля — Карен Карпентер (32) — американская певица, вместе со своим братом Ричардом составлявшая дуэт «The Carpenters».
- 4 февраля — Василий Радченко (69) — участник Великой Отечественной войны, Герой Советского Союза.
- 6 февраля — Леонид Леонтьев (69) — советский живописец, народный художник Казахской ССР.
- 6 февраля — Иван Марин (78) — советский российский актёр театра и кино, театральный режиссёр. Народный артист СССР.
- 6 февраля — Василий Сорокин (72) — участник Великой Отечественной войны, полный кавалер ордена Славы.
- 7 февраля — Рем Абзалов (68) — майор, Герой Советского Союза.
- 8 февраля — Юрий Силантьев (63) — советский дирижёр и композитор, Народный артист СССР (1975).
- 9 февраля — Эдгар Илтнер (58) — советский живописец, народный художник СССР.
- 10 февраля — Эмиль Гринцвейг (35) — израильский школьный учитель и антивоенный активист.
- 10 февраля — Иван Яцуненко (59) — участник Великой Отечественной войны, красноармеец, Герой Советского Союза.
- 15 февраля — Алексей Батлук (81) — советский военачальник, генерал-майор.
- 16 февраля — Григорий Брик (67) — участник Великой Отечественной войны, капитан, Герой Советского Союза.
- 16 февраля — Казимера Иллакович (90) — польская поэтесса.
- 16 февраля — Наталья Кандыба (66) — советская актриса, мастер дубляжа.
- 19 февраля — Абрам Абкин (80) — российский физиохимик, доктор химических наук.
- 20 февраля — Владимир Роговой (60) — российский кинематографист.
- 20 февраля — Григорий Савчук (81) — участник Великой Отечественной войны, Герой Советского Союза.
- 23 февраля — Николай Жихарев (60) — участник Великой Отечественной войны, сержант, Герой Советского Союза.
- 23 февраля — Василий Римский (69) — участник Великой Отечественной войны, полный кавалер Ордена Славы.
- 23 февраля — Гусейнага Садыгов (68) — азербайджанский советский актёр театра и кино, народный артист Азербайджанской ССР.
- 24 февраля — Иван Задорожный (67) — участник Великой Отечественной войны, сержант, Герой Советского Союза.
- 24 февраля — Александр Крон (73) — русский советский писатель.
- 25 февраля — Борис Афанасьев (69) — советский футболист и хоккеист, заслуженный мастер спорта СССР, заслуженный тренер РСФСР.
- 25 февраля — Геннадий Борков (77) — советский партийный и государственный деятель.
- 25 февраля — Владислав Глинка (80) — советский историк и писатель, заслуженный работник культуры.
- 25 февраля — Теннесси Уильямс (71) — американский прозаик и [[драматург.
- 27 февраля — Николай Козырев (74) — советский астроном и астрофизик, доктор физико-математических наук.
- 27 февраля — Сергей Найда (79) — советский и российский военный историк, доктор исторических наук, профессор.

## Март
- 1 марта — Артур Кёстлер (77) — британский писатель.
- 2 марта — Борис Зайцев (62) — участник Великой Отечественной войны, полковник, Герой Советского Союза.
- 2 марта — Борис Корман (60) — советский литературовед.
- 3 марта — Пётр Артемьев (81) — советский футболист, нападающий.
- 3 марта — Василий Мысик (75) — украинский советский поэт, прозаик и переводчик.
- 3 марта — Валерий Тарсис (76) — советский писатель и переводчик.
- 3 марта — Эрже (75) — бельгийский художник комиксов, стал известен на весь мир своими альбомами про приключения молодого журналиста Тантана.
- 3 марта — Роберт Пейн (71) — британский писатель, поэт, историк, биограф, автор книг о Ленине, Сталине, Ганди, Гитлере и мн.др.
- 3 марта — Григорий Омельчук (63) — участник Великой Отечественной войны, подполковник, Герой Советского Союза.
- 3 марта — Борис Ржонсницкий (74) — советский электротехник, , историк естествознания и популяризатор науки.
- 6 марта — Виктор Белый (79) — советский композитор, педагог.
- 6 марта — Михаил Канеев (59) — русский советский живописец.
- 6 марта — Ефим Фоменко (81) — советский хозяйственный, государственный и политический деятель, Герой Социалистического Труда.
- 7 марта — Доналд Маклейн (69) — британский дипломат, агент советской разведки, доктор исторических наук.
- 7 марта — Игорь Маркевич (70) — итальянский и французский дирижёр и композитор.
- 8 марта — Михаил Акимов (57) — участник Великой Отечественной войны, Герой Советского Союза.
- 8 марта — Пётр Марков (77) — участник Великой Отечественной войны, Герой Советского Союза.
- 9 марта — Михаил Бондаренко — советский военачальник.
- 9 марта — Георгий Шепелев (72) — участник Великой Отечественной войны, Герой Советского Союза.
- 9 марта — Ульф фон Эйлер (78) — шведский физиолог и фармаколог, лауреат Нобелевской премии по физиологии и медицине (1970).
- 10 марта — Сапаргали Бегалин (87) — советский казахский писатель.
- 10 марта — Сергей Полуянов (59) — советский кинооператор и фотокорреспондент, заслуженный деятель искусств РСФСР.
- 10 марта — Павел Шамаев (64) — участник Великой Отечественной войны, Герой Советского Союза.
- 11 марта — Валентин Маркелов (68) — советский военный деятель, генерал-майор юстиции.
- 13 марта — Павел Меркушенков (62) — председатель колхоза, Герой Социалистического Труда.
- 13 марта — Сейтнафе Сейтвелиев (63) — участник Великой Отечественной войны, Герой Советского Союза.
- 13 марта — Сергей Сперанский (68) — один из ведущих архитекторов Ленинграда, народный архитектор СССР.
- 13 марта — Борис Тен — украинский поэт, переводчик, религиозный деятель.
- 15 марта — Михаил Сазонов (71) — участник Великой Отечественной войны, Герой Советского Союза.
- 17 марта — Холден Кеффер Хартлайн (79) — американский физиолог и нейробиолог, лауреат Нобелевской премии по физиологии и медицине (1967).
- 18 марта — Иаков (Заика) (82) — епископ Русской православной церкви, епископ Черниговский и Нежинский.
- 18 марта — Умберто II (78) — последний король Италии.
- 19 марта — Алексей Бушмин (72) — советский литературовед, академик АН СССР.
- 19 марта — Михаил Гудков (78) — советский авиаконструктор и организатор авиапромышленности, главный конструктор по самолётостроению в 1939—1943 годах.
- 20 марта — Алексей Анкудинов (90) — российский и советский спортсмен, один из первых чемпионов СССР по боксу.
- 20 марта — Мария Бабанова (82) — советская актриса театра и кино, народная артистка СССР (1954).
- 20 марта — Иван Виноградов (92) — советский математик, академик АН СССР.
- 20 марта — Тило Маач (82) — немецкий художник, график и скульптор.
- 20 марта — Георгий Светлани (88) — советский актёр кино и эстрады.
- 21 марта — Виталий Масленников (73) — участник Великой Отечественной войны, Герой Советского Союза.
- 22 марта — Шаул Либерман — комментатор и исследователь талмудической литературы. Лауреат Государственной премии Израиля.
- 23 марта — Виктор Бабичев (66) — участник Великой Отечественной войны, Герой Советского Союза.
- 24 марта — Кузьма Новиков (79) — участник Великой Отечественной войны, Герой Советского Союза.
- 25 марта — Лю Чанчунь (73) — китайский легкоатлет, первый представитель своей страны на Олимпийских играх.
- 25 марта — Ярослав Середа (83) — украинский советский ученый в области нефтепереработки, геолог-нефтяник.
- 25 марта — Алексей Тюняев (67) — советский морской офицер, участник арктического перехода.
- 27 марта — Янис Иванов (76) — советский и латвийский композитор, дирижёр, педагог.
- 27 марта — Яков Кондратов (71) — участник Великой Отечественной войны, Герой Советского Союза.
- 27 марта — Иван Комзин (77) — генерал-майор Военно-строительных войск СССР в отставке, советский инженер-строитель, энергетик, Герой Социалистического Труда.
- 28 марта — Варвара Бубнова (96) — русская художница, педагог, искусствовед.
- 29 марта — Александр Каверзнев (50) — русский советский тележурналист, один из ведущих программы «Международная панорама», автор захватывающих сюжетов из разных точек планеты.
- 30 марта — Хамзя Богданов (78) — участник Великой Отечественной войны, Герой Советского Союза.
- 31 марта — Полина Емельянова (76) — певица оперетты, заслуженная артистка РСФСР.
- 31 марта — Михаил Румянцев (81) — выдающийся советский клоун, народный артист СССР (1969).
- 31 марта — Василий Лукашин (62) — участник Великой Отечественной войны, Герой Советского Союза.
- 31 марта — Кристина Стед (80) — австралийская писательница.

## Апрель
- 4 апреля — Глория Свенсон (84), американская актриса, продюсер, звезда эпохи немого кино.
- 4 апреля — Александр Царёв (62) — участник Великой Отечественной войны, Герой Советского Союза.
- 5 апреля — Юрий Бордзиловский (82) — советский и польский военный деятель, генерал-полковник инженерных войск.
- 5 апреля — Константин Мамедов (59) — участник Великой Отечественной войны, полный кавалер Ордена Славы.
- 6 апреля — Николай Бабасюк (68) — советский живописец и педагог, член Ленинградского Союза художников.
- 6 апреля — Закир Султанов (59) — участник Великой Отечественной войны, Герой Советского Союза.
- 7 апреля — Лариса Гениюш (72) — белорусская поэтесса, писательница и общественный деятель.
- 7 апреля — Андрей Зинин (67) — участник Великой Отечественной войны, Герой Советского Союза.
- 7 апреля — Прасковья Малинина (78) — новатор сельскохозяйственного производства, бригадир колхоза, дважды Герой Социалистического Труда.
- 9 апреля — Ной Думбадзе (70) — участник Великой Отечественной войны, полный кавалер Ордена Славы.
- 9 апреля — Павел Леонов (67) — советский работник промышленности, Герой Социалистического Труда.
- 10 апреля — Порфирий Иванов (85) — целитель, основатель движения «Ивановцев».
- 11 апреля — Гирт Вилкс (83) — латышский советский художник.
- 11 апреля — Долорес дель Рио (78) — мексиканская актриса, танцовщица и певица.
- 11 апреля — Виктор Прошкин (77) — российский советский живописец, график, педагог.
- 11 апреля — Казимир Томашевский (68) — участник Великой Отечественной войны, Герой Советского Союза.
- 12 апреля — Александр Брантман (78) — советский кинооператор.
- 12 апреля — Сальвадор Кайетано Карпио (64) — сальвадорский революционер.
- 13 апреля — Сергей Амбарцумян (73) — армянский советский тяжелоатлет, трёхкратный чемпион СССР.
- 14 апреля — Александр Гнедой (68) — участник Великой Отечественной войны, Герой Советского Союза.
- 14 апреля — Нина Думбадзе (64) — советская легкоатлетка.
- 15 апреля — Абрам Барабой (81) — украинский советский историк, специалист в истории Украины XVII—XX века.
- 15 апреля — Корри тен Бом (91) — голландская христианка, создавшая во время нацистской оккупации Нидерландов подпольную организацию, спасшую множество евреев от уничтожения, Праведник мира.
- 15 апреля — Дьюла Ийеш (80) — венгерский поэт, писатель, переводчик и общественный деятель.
- 15 апреля — Николай Литвинов (56) — советский деятель военной промышленности, организатор производства, лауреат Ленинской премии.
- 16 апреля — Василий Брынь (73) — участник Великой Отечественной войны, Герой Советского Союза.
- 16 апреля — Сергей Горюнов (80) — советский государственный и партийный деятель, министр геологии РСФСР (1965—1970).
- 16 апреля — Филипп Полехов (63) — участник Великой Отечественной войны, полный кавалер ордена Славы.
- 17 апреля — Гликерия Богданова-Чеснокова (78) — советская актриса театра и кино, звезда оперетты, Народная артистка РСФСР.
- 17 апреля — Михаил Никаноров (58) — участник Великой Отечественной войны, Герой Советского Союза.
- 18 апреля — Иван Зрелов (59) — участник Великой Отечественной войны, Герой Советского Союза.
- 18 апреля — Мисбах Халиулин (67) — участник Великой Отечественной войны, Герой Советского Союза.
- 19 апреля — Ежи Анджеевский (73), польский писатель.
- 21 апреля — Степан Красовский (85) — советский военачальник, маршал авиации, Герой Советского Союза.
- 22 апреля — Егор Чалов (63) — участник Великой Отечественной войны, Герой Советского Союза.
- 23 апреля — Николай Жабоедов (72) — участник Великой Отечественной войны, Герой Советского Союза.
- 23 апреля — Михаил Карцев (59) — советский ученый в области вычислительной техники.
- 24 апреля — Михаил Захарченко (72) — участник Великой Отечественной войны, генерал-майор, Герой Советского Союза.
- 24 апреля — Иван Ямпольский (58) — участник Великой Отечественной войны, Герой Советского Союза.
- 28 апреля — Сергей Ошеров (52) — советский филолог и переводчик с древних и новых европейских языков.
- 28 апреля — Валентин Шарков (59) — участник Великой Отечественной войны, Герой Советского Союза.
- 29 апреля — Анатолий Ляпидевский (75) — советский лётчик, первый Герой Советского Союза (1934), генерал-майор авиации.
- 30 апреля — Джордж Баланчин (79) — хореограф, положивший начало американскому балету и современному неоклассическому балетному искусству в целом.
- 30 апреля — Александр Гирс (69) — советский учёный-климатолог, доктор географических наук, профессор, заслуженный деятель науки РСФСР.
- 30 апреля — Михаил Сыдько (76) — участник Великой Отечественной войны, подполковник, Герой Советского Союза.

## Май
- 1 мая — Пётр Тутуков (65) — участник Великой Отечественной войны, Герой Советского Союза.
- 2 мая — Леонид Колумбет (45) — советский велогонщик, призёр Олимпийских игр, чемпион мира.
- 2 мая — Эрнесто де ла Гуардиа (78) — президент Панамы в 1956—1960 годах.
- 2 мая — Приди Паномионг (82) — один из лидеров Сиамской революции, премьер-министр Таиланда в 1946 году.
- 3 мая — Михаил Кадочкин (68) — участник Великой Отечественной войны, Герой Советского Союза.
- 4 мая — Иван Ефименко (68) — участник Великой Отечественной войны, Герой Советского Союза.
- 4 мая — Василий Мельников (82) — участник Великой Отечественной войны, Герой Советского Союза.
- 5 мая — Юрий Пантелеев (81) — советский военно-морской деятель, адмирал.
- 6 мая — Василий Олейник (79) — участник Великой Отечественной войны, Герой Советского Союза.
- 6 мая — Сергей Изотов (65) — советский учёный и конструктор авиадвигателей, генеральный конструктор, Герой Социалистического Труда, лауреат Ленинской премии.
- 8 мая — Семен Черновский (65) — участник Великой Отечественной войны, Герой Советского Союза.
- 8 мая — Джон Фанте (74) — американский писатель и сценарист.
- 9 мая — Валентин Косолапов (63) — участник Великой Отечественной войны, Герой Советского Союза.
- 10 мая — Иван Дребот (69) — участник Великой Отечественной войны, Герой Советского Союза.
- 11 мая — Евгений Журавлёв (86) — советский военачальник, генерал-лейтенант.
- 13 мая — Владимир Ткаченко (80) — участник Великой Отечественной войны, Герой Советского Союза.
- 14 мая — Фёдор Абрамов (63) — русский советский писатель, представитель «деревенской» темы.
- 14 мая — Мигель Алеман Вальдес (82) — президент Мексики в 1946—1951 годах.
- 16 мая — Сергей Амосов (22) — советский военнослужащий, лейтенант, участник Афганской войны, Герой России (1994, посмертно); погиб в бою.
- 16 мая — Георгий Демченко (23) — советский военнослужащий, лейтенант, Герой Советского Союза (посмертно).
- 17 мая — Иван Пухов (67) — участник Великой Отечественной войны, Герой Советского Союза.
- 18 мая — Александр Жиров (24) — советский горнолыжник, мастер спорта СССР международного класса.
- 18 мая — Михаил Козомазов (64) — участник Великой Отечественной войны, Герой Советского Союза.
- 21 мая — Семён Бреслер (71) — советский учёный-химик, физикохимик, биолог.
- 21 мая — Сергей Гаврилов (68) — советский конструктор авиационных двигателей, Герой Социалистического Труда, лауреат Государственной премии.
- 22 мая — Альбер Клод (83) — бельгийский и американский учёный-биохимик, лауреат Нобелевской премии по физиологии и медицине (1974).
- 24 мая — Николай Дубов (72) — русский советский писатель.
- 24 мая — Дмитрий Тулинов (67) — участник Великой Отечественной войны, Герой Советского Союза.
- 25 мая — Идрис I (93) — король Ливии в 1951-1969 годах.
- 25 мая — Алимкай Абдершин (72) — участник Великой Отечественной войны, Герой Советского Союза.
- 26 мая — Иосиф Козлов (71) — участник Великой Отечественной войны, майор, Герой Советского Союза.
- 26 мая — Пётр Шелухин (88) — советский военный деятель, генерал-лейтенант авиации.
- 26 мая — Александр Хира (86) — епископ Мукачевской грекокатолической епархии (Русинская греко-католическая церковь), политзаключённый.
- 27 мая — Евгений Аверьянов (60) — участник Великой Отечественной войны, полный кавалер ордена Славы.
- 27 мая — Лилита Берзиня (79) — советская латвийская актриса, народная артистка СССР, Герой Социалистического труда.
- 27 мая — Григорий Короленко (73) — участник Великой Отечественной войны, Герой Советского Союза.
- 29 мая — Арвид Пельше (84) — советский партийный и государственный деятель, член политбюро ЦК КПСС.
- 29 мая — Рёичи Мита (90) — японский исламский учёный, известен, что первым из японских мусульман перевёл Коран на японский язык.
- 30 мая — Рувим Соркин (73) — советский учёный, заслуженный деятель науки и техники РСФСР.
- 31 мая — Иосиф Долинский (82) — российский киновед.
- 31 мая — Джек Демпси (87) — американский профессиональный боксёр и киноактёр.

## Июнь
- 1 июня — Анна Зегерс (82) — немецкая писательница.
- 1 июня — Валерий Кузьмин (64) — командир Якутского объединённого авиаотряда Якутского управления гражданской авиации, Герой Социалистического Труда, первый лётчик из народа якутов.
- 2 июня — Владимир Крат (71) — советский астроном, член-корреспондент Академии наук СССР с 1972 года.
- 2 июня — Иван Литвин (73) — майор Советской Армии, участник Великой Отечественной войны, Герой Советского Союза.
- 2 июня — Стэн Роджерс (33) — канадский музыкант, певец и автор-исполнитель в стиле фолк.
- 4 июня — Иван Глухов (71) — участник Великой Отечественной войны, Герой Советского Союза.
- 4 июня — Виктор Литвинов (73) — советский организатор авиационной промышленности, дважды Герой Социалистического Труда.
- 5 июня — Георгий Ляхов (60) — подполковник Советской Армии, участник Великой Отечественной войны, Герой Советского Союза.
- 6 июня — Пётр Гудков (68) — бригадир колхоза «Борец» Дмитровского района Московской области. Герой Социалистического Труда.
- 6 июня — Ханс Лайп (89) — известный немецкий поэт и художник, автор песни «Лили Марлен».
- 9 июня — Арам Ганаланян (74) — советский армянский литературовед.
- 10 июня — Пётр Дубривный (72) — участник Великой Отечественной войны, старший сержант, Герой Советского Союза.
- 10 июня — Владимир Пашуто (65) — советский историк-медиевист, член-корреспондент АН СССР.
- 10 июня — Андрей Попов (65) — советский актёр театра и кино, народный артист СССР (1965).
- 10 июня — Надя Рейзенберг (78) — американская пианистка российского происхождения.
- 10 июня — Саид Рустамов (76) — азербайджанский советский композитор, педагог, дирижёр.
- 11 июня — Степан Неменко (71) — полковник Советской Армии, участник Великой Отечественной войны, Герой Советского Союза.
- 12 июня — Александр Алов (59) — советский режиссёр и кинодраматург, заслуженный деятель искусств РСФСР, народный артист СССР.
- 12 июня — Кирилл Вертяков (61) — участник Великой Отечественной войны, младший сержант, Герой Советского Союза.
- 13 июня — Вадим Делоне (35) — русский поэт, писатель, педагог, диссидент.
- 13 июня — Виталий Качаев — советский поэт, журналист, переводчик.
- 13 июня — Иван Пряхин (60) — участник Великой Отечественной войны, Герой Советского Союза.
- 14 июня — Алексей Сурков (83) — русский советский поэт, общественный деятель.
- 14 июня — Ахмет Шамиев (74) — уйгурский советский актёр и певец, народный артист Казахской ССР.
- 15 июня — Сейтхан Темирбаев (61) — участник Великой Отечественной войны, Герой Советского Союза.
- 15 июня — Михаил Тузов (75) — участник Великой Отечественной войны, Герой Советского Союза.
- 18 июня — Илья Баркин (59) — участник Великой Отечественной войны, полный кавалер ордена Славы.
- 18 июня — Павел Ефимов (77) — генерал-полковник, политический работник Советской Армии и ВМФ.
- 20 июня — Стасис Филипавичюс (69) — литовский партийный деятель, секретарь Коммунистической партии Литвы.
- 23 июня — Освальдо Дортикос Торрадо (64) — кубинский государственный и партийный деятель, бывший президент Кубы.
- 25 июня — Александр Перекрестов (59) — участник Великой Отечественной войны, полный кавалер ордена Славы.
- 26 июня — Джеймс Роберт Нокс (69) — австралийский куриальный кардинал и ватиканский дипломат.
- 27 июня — Григорий Тупицын (68) — участник Великой Отечественной войны, Герой Советского Союза.
- 27 июня — Дмитрий Шолохов (62) — участник Великой Отечественной войны, Герой Советского Союза.
- 29 июня — Борис Воробьёв (60) — советский дипломат, резвычайный и полномочный посол.
- 29 июня — Семен Чубуков (76) — участник Великой Отечественной войны, Герой Советского Союза.
- 30 июня — Илья Васин (68) — участник Великой Отечественной войны, Герой Советского Союза.
- 30 июня — Павел Калениченко (60) — Заслуженный деятель польской культуры.
- 30 июня — Николай Маккавеев (74) — русский советский геоморфолог и гидролог.

## Июль
- 1 июля — Пьер Паскаль (92) — французский филолог-славист, историк, переводчик.
- 1 июля — Ричард Фуллер (87) — американский архитектор, дизайнер]], инженер и изобретатель.
- 2 июля — Александр Матиященко (72) — участник Великой Отечественной войны, полный кавалер ордена Славы.
- 4 июля — Яков Агафонов (64) — участник Великой Отечественной войны, гвардии майор, Герой Советского Союза.
- 5 июля — Пётр Никоноров (60) — участник Великой Отечественной войны, Герой Советского Союза.
- 7 июля — Александр Фу (28) — гонконгский актёр и режиссёр, звезда фильмов боевых искусств.
- 8 июля — Дмитрий Пароваткин (75) — участник Великой Отечественной войны, генерал-лейтенант артиллерии, Герой Советского Союза.
- 10 июля — Анатолий Павловский (77) — участник Великой Отечественной войны, Герой Советского Союза.
- 11 июля — Адольф Буткевич (69) — советский учёный в области геодезии и картографии.
- 11 июля — Росс Макдоналд (67) — американо-канадский писатель детективного жанра.
- 12 июля — Николай Бердников (70) — участник Великой Отечественной войны, старший сержант артиллерии, Герой Советского Союза.
- 12 июля — Дмитрий Курсанов (84) — советский химик-органик, член-корреспондент АН СССР, лауреат Ленинской премии (1963).
- 14 июля — Евгений Бикбов (68) — участник Великой Отечественной войны, Герой Советского Союза.
- 14 июля — Константин Уфимцев (73) — участник Великой Отечественной войны, Герой Советского Союза.
- 16 июля — Мишель Мичомберо (42) — первый президент Бурунди в 1966—1976 годах.
- 16 июля — Сергей Шалибашвили (21) — советский прыгун в воду, член сборной СССР.
- 17 июля — Сергей Букасов (91) — советский ботаник, селекционер, академик ВАСХНИЛ.
- 17 июля — Семён Долидзе (80) — грузинский кинорежиссёр, заслуженный деятель искусств Грузинской ССР, лауреат Сталинской премии первой степени, народный артист СССР.
- 17 июля — Густаво Мачадо (84) — венесуэльский политик, один из основателей революционной и коммунистической партий Венесуэлы, коммунистической партии Кубы.
- 18 июля — Александр Жук (64) — участник Великой Отечественной войны, генерал-майор, Герой Советского Союза.
- 18 июля — Саломон Флор (74) — чехословацкий и советский шахматист, международный гроссмейстер.
- 21 июля — Георгий Холостяков (81) — участник Великой Отечественной войны, вице-адмирал, Герой Советского Союза.
- 22 июля — Николай Мишанов (64) — участник Великой Отечественной войны, Герой Советского Союза.
- 22 июля — Николай Шерстов (58) — участник Великой Отечественной войны, Герой Советского Союза.
- 22 июля — Нина Теплякова (78) — советская спортсменка-теннисистка и танцовщица, заслуженный мастер спорта и заслуженный тренер СССР.
- 25 июля — Александр Дытченко (71) — участник Великой Отечественной войны, Герой Советского Союза.
- 28 июля — Иван Бенедиктов (81) — советский государственный и партийный деятель, Чрезвычайный и Полномочный посол.
- 29 июля — Луис Бунюэль (83) — испанский кинорежиссёр, представитель сюрреализма в кинематографии.
- 29 июля — Александр Донских (65) — участник Великой Отечественной войны, Герой Советского Союза.
- 31 июля — Михаил Кравченко (71) — участник Великой Отечественной войны, полный кавалер Ордена Славы.
- 31 июля — Николай Разин (79) — советский гидротехник, член-корреспондент АН СССР, Герой Социалистического Труда.

## Август
- 1 августа — Иван Надточий (61) — участник Великой Отечественной войны, лейтенант, Герой Советского Союза.
- 2 августа — Николай Бугаец (68) — участник Великой Отечественной войны, полный кавалер ордена Славы.
- 4 августа — Юрий Левитан (68) — диктор Всесоюзного радио с 1931, диктор Государственного комитета Совета Министров СССР по телевидению и радиовещанию, народный артист РСФСР (1973), народный артист СССР (1980).
- 5 августа — Барт Бок (77) — американский астроном голландского происхождения.
- 7 августа — Сергей Бизунов (68) — сельскохозяйственный деятель, Герой Социалистического Труда.
- 7 августа — Геннадий Виноградов (62) — участник Великой Отечественной войны, Герой Советского Союза.
- 7 августа — Логвин Ляхов (67) — участник Великой Отечественной войны, Герой Советского Союза.
- 9 августа — Алексей Чайка (59) — участник Великой Отечественной войны, полковник, Герой Советского Союза.
- 10 августа — Жозе Батишта Пиньейру ди Азеведу (67) — португальский политический и военный деятель, премьер-министр Португалии в 1975—1976 годах.
- 10 августа — Иван Резниченко (66) — участник Великой Отечественной войны, Герой Советского Союза.
- 11 августа — Терентий Новак (70) — участник Великой Отечественной войны, Герой Советского Союза.
- 12 августа — Аркадий Белецкий (58) — участник Великой Отечественной войны,, полный кавалер Ордена Славы.
- 12 августа — Виктор Позняк (82) — советский военачальник, Герой Советского Союза, генерал-лейтенант.
- 14 августа — Евгений Гнедин (84) — советский дипломат, писатель, узник ГУЛАГа, участник диссидентского движения.
- 16 августа — Григорий Артёмов (59) — участник Великой Отечественной войны,, полный кавалер ордена Славы.
- 17 августа — Басан Городовиков (72) — советский государственный и партийный деятель, 1-й секретарь Калмыцкого областного комитета КПСС (1961—1978), Герой Советского Союза.
- 17 августа — Сиди Таль (70) — еврейская актриса, певица.
- 17 августа — Георгий Щукин (57) — советский кинорежиссёр, сценарист, художник.
- 19 августа — Татьяна Гурецкая (78) — советская актриса, заслуженная артистка РСФСР.
- 20 августа — Аркадий Млодик (81) — советский писатель, журналист и кинодраматург.
- 20 августа — Андрей Пирязев (66) — участник Великой Отечественной войны, Герой Советского Союза.
- 21 августа — Бенигно Акино (50) — филиппинский оппозиционный политик, национальный герой.
- 21 августа — Сергей Соколов (69) — участник Великой Отечественной войны, Герой Советского Союза.
- 22 августа — Алексей Абдалов (63) — участник Великой Отечественной войны, полный кавалер ордена Славы.
- 22 августа — Борис Ласкин (69) — советский поэт, прозаик, киносценарист, драматург, знаменитейший в своё время автор песен, юмористических рассказов и интермедий.
- 22 августа — Владимир Чечулин (46) — советский лётчик-испытатель, Герой Советского Союза.
- 23 августа — Иван Журба (60) — участник Великой Отечественной войны, генерал-майор, Герой Советского Союза.
- 24 августа — Фёдор Василенко (71) — участник советско-финской и Великой Отечественной войн, майор, Герой Советского Союза.
- 24 августа — Ежи Эдигей (71) — польский писатель, автор детективных романов и повестей, сценарист.
- 24 августа — Пётр Згама (60) — участник Великой Отечественной войны, сержант, Герой Советского Союза.
- 24 августа — Аркадий Филиппенко (71) — композитор, народный артист Украинской ССР.
- 24 августа — Михаил Шуйдин (60) — советский клоун, акробат-эксцентрик, народный артист РСФСР.
- 25 августа — Доналд Стюарт (69) — австралийский писатель.
- 26 августа — Ариф Бабаев (54) — азербайджанский советский кинорежиссёр.
- 26 августа — Виталий Четвериков (50) — белорусский советский кинорежиссёр, народный артист Белорусской ССР.
- 27 августа — Иса Йованович (77) — югославский сербский политический деятель, Герой Социалистического Труда Югославии и Народный Герой Югославии.
- 28 августа — Григорий Ткаченко (67) — участник Великой Отечественной войны, Герой Советского Союза.
- 29 августа — Михаил Антоненко (72) — советский военный деятель, генерал-лейтенант артиллерии.
- 29 августа — Иван Садовин (58) — бригадир полеводческой бригады колхоза «Прогресс».
- 30 августа — Александр Ханов (79) — советский актёр театра и кино.
- 31 августа — Адольф Ирбитис (72) — латвийский дизайнер и конструктор.

## Сентябрь
- 1 сентября — Раиса Гетман (69) — русская советская художница, живописец и график, член Ленинградского Союза художников.
- 2 сентября — Иван Дрёмов (81) — советский военачальник, генерал-лейтенант танковых войск. Герой Советского Союза.
- 2 сентября — Иван Ильичёв (77) — советский дипломат, чрезвычайный и полномочный посол СССР в Дании (1966—1968).
- 2 сентября — Абдулла Карсакбаев (56) — казахский советский кинорежиссёр, заслуженный деятель искусств Казахской ССР.
- 3 сентября — Исаак Кацман (69) — советский оператор документального кино. Лауреат Сталинской премии третьей степени.
- 3 сентября — Пётр Шелепов (63) — участник Великой Отечественной войны, Герой Советского Союза.
- 4 сентября — Василий Ремесло (76) — украинский советский селекционер, академик ВАСХНИЛ и АН СССР, дважды Герой Социалистического Труда, лауреат Ленинской премии.
- 5 сентября — Арнольд Папель (61) — участник Великой Отечественной войны, Герой Советского Союза.
- 5 сентября — Герберт Раппапорт (75) — советский кинорежиссёр и сценарист, народный артист РСФСР.
- 6 сентября — Константин Листов (82) — советский композитор, народный артист РСФСР.
- 8 сентября — Ибрахим Аббуд (82) — первый президент Судана (1958—1964).
- 8 сентября — Ричард Викторов (53) — советский кинорежиссёр, лауреат Государственный премий СССР и РСФСР, премии имени Братьев Васильевых.
- 8 сентября — Леонид Губанов (37) — русский поэт, создатель неофициального литературного кружка СМОГ.
- 8 сентября — Евгений Милаев (73), советский артист цирка, эквилибрист, народный артист СССР.
- 8 сентября — Мария Пригара (75) — украинская советская писательница, поэтесса, переводчица.
- 9 сентября — Михаил Шевченко (77) — участник Великой Отечественной войны, Герой Советского Союза.
- 10 сентября — Николай Агеев (80) — российский и советский учёный, физик, химик и металлург, академик АН СССР.
- 10 сентября — Феликс Блох (77) — швейцарский физик, лауреат Нобелевской премии по физике за 1952 год.
- 10 сентября — Балтазар Форстер (67) — премьер-министр ЮАР с 1966 по 1978, президент страны в 1978—1979.
- 10 сентября — Кадри Хазбиу (61) — албанский государственный и партийный деятель.
- 10 сентября — Фечор Шеху (57) — один из лидеров Албании, глава силовых структур.
- 10 сентября — Цыбикжап Цыдендамбаев — учёный-бурятовед.
- 12 сентября — Николай Анфиногенов (19) — советский военнослужащий, рядовой Герой Советского Союза (посмертно).
- 12 сентября — Вячеслав Норсеев (60) — участник Великой Отечественной войны, старший сержант, Герой Советского Союза.
- 13 сентября — Алексей Аниканов (79) — Герой Социалистического Труда.
- 13 сентября — Гавриил Михнев (74) — участник Великой Отечественной войны, Герой Советского Союза.
- 13 сентября — Бориш Палотаи (79) — известная венгерская детская писательница.
- 14 сентября — Геннадий Казанский (72) — советский кинорежиссёр и сценарист.
- 14 сентября — Альберт Кронит (58) — участник Великой Отечественной войны, Герой Советского Союза.
- 14 сентября — Семён Шутов (72) — участник Великой Отечественной войны, Герой Советского Союза.
- 16 сентября — Владимир Маслов (72) — участник Великой Отечественной войны, Герой Советского Союза.
- 17 сентября — Алексей Дергач (67) — участник Великой Отечественной войны, Герой Советского Союза.
- 18 сентября — Василий Комаров (59) — участник Великой Отечественной войны, лётчик-испытатель, Герой Советского Союза.
- 18 сентября — Борис Михалёв (58) — участник Великой Отечественной войны, Герой Советского Союза.
- 19 сентября — Сергей Алейников (72) — участник Великой Отечественной войны, Герой Советского Союза, гвардии полковник.
- 19 сентября — Степан Иванов (69) — участник Великой Отечественной войны, Герой Советского Союза.
- 19 сентября — Виктор Лавров (74) — советский футболист, нападающий.
- 19 сентября — Алексей Свиридов (73) — советский ветеринарный вирусолог и фармаколог.
- 20 сентября — Леонид Воеводин (72) — участник Великой Отечественной войны, Герой Советского Союза.
- 20 сентября — Йонас Довидайтис (69) — советский и литовский писатель.
- 20 сентября — Михаил Лифшиц (78) — советский философ-марксист, эстетик и литературовед, доктор философских наук, член АХ СССР.
- 21 сентября — Турсуной Ахунова (46) — бригадир механизированной бригады хлопкоробов колхоза имени Кирова, Ташкентская область, Узбекская ССР, дважды Герой Социалистического Труда, лауреат Ленинской премии.
- 22 сентября — Пётр Коршунов (61) — участник Великой Отечественной войны, полный кавалер Ордена Славы.
- 23 сентября — Николай Томашевич (62) — участник Великой Отечественной войны, Герой Советского Союза.
- 23 сентября — Павел Дынер (81) — советский военачальник, генерал-майор инженерно-технической службы.
- 24 сентября — Анатоль Жаковский (76) — французский искусствовед, коллекционер.
- 25 сентября — Алексей Баляев (60) — участник Великой Отечественной войны, Герой Советского Союза.
- 25 сентября — Иван Кипоть (69) — участник Великой Отечественной войны, подполковник, Герой Советского Союза.
- 25 сентября — Николай Козлов (56) — участник Великой Отечественной войны, Герой Советского Союза.
- 25 сентября — Виктор Кусков (58) — участник Великой Отечественной войны, Герой Советского Союза.
- 25 сентября — Леопольд III (81) — король бельгийцев с 17 февраля 1934 по 16 июля 1951.
- 25 сентября — Гюннар Тороддсен (72) — премьер-министр Исландии в 1980—1983 годах.
- 26 сентября — Анатолий Малахов (76) — геолог, русский советский писатель-фантаст и популяризатор науки.
- 26 сентября — Николай Руденко (75) — участник Великой Отечественной войны, Герой Советского Союза.
- 26 сентября — Альфред Тарский (82) — польско-американский математик, логик.
- 27 сентября — Уилфред Бэрчетт (72) — известный австралийский журналист-международник.
- 27 сентября — Дмитрий Квитович (60) — участник Великой Отечественной войны, Герой Советского Союза.
- 27 сентября — Михаил Стельмах (71) — советский украинский писатель и драматург, лауреат Ленинской премии, Герой Социалистического Труда.
- 28 сентября — Василий Панкратов (70) — участник Великой Отечественной войны, Герой Советского Союза.
- 29 сентября — Николай Гурский (70) — участник Великой Отечественной войны, Герой Советского Союза.
- 29 сентября — Александр Михайлов (95) — советский (российский) астроном, академик АН СССР, Герой Социалистического Труда.представления к награждению орденом Славы 1-й степени.
- 29 сентября — Сергей Сафронов (65) — участник Великой Отечественной войны, Герой Советского Союза.
- 30 сентября — Пётр Зайончковский (79) — русский советский историк, источниковед, археограф и библиограф, доктор исторических наук, профессор.

## Октябрь
- 2 октября — Александр Костылев (74) — участник Великой Отечественной войны, Герой Советского Союза.
- 3 октября — Степан Бархударов (87) — советский лингвист, член-корреспондент АН СССР.
- 3 октября — Михаил Бубеннов (73) — русский советский писатель-прозаик.
- 3 октября — Владимир Волжанский (66) — советский российский артист цирка, народный артист СССР.
- 4 октября — Игорь Яцунский (66) — советский учёный-ракетостроитель, лауреат Ленинской премии.
- 6 октября — Алексей Крохин (71) — советский разведчик, генерал майор, начальник нелегальной разведки.
- 7 октября — Кристоф Согло (74) — глава Дагомеи в 1963—1967 годах.
- 7 октября — Владимир Томенко (72) — участник Великой Отечественной войны, Герой Советского Союза.
- 7 октября — Джордж Эйбелл (56) — американский астроном.
- 11 октября — Сулейман Рагимов (83) — азербайджанский и советский писатель.
- 12 октября — Иван Фурменко (71) — советский учёный-медик, педагог, историк медицины.
- 12 октября — Валерий Ухабов (45) — советский военнослужащий, капитан, Герой Советского Союза (посмертно).
- 15 октября — Моисей Бланк (75) — украинский советский живописец, график.
- 17 октября — Раймон Арон (78) — французский философ, политолог, социолог и публицист.
- 17 октября — Михаил Тищенко (64) — участник Великой Отечественной войны, Герой Советского Союза.
- 18 октября — Василий Федотов (64) — участник Великой Отечественной войны, полный кавалер ордена Славы.
- 19 октября — Морис Руперт Бишоп (39) — государственный и политический деятель Гренады, казнён.
- 20 октября — Сергей Грузинов (63) — советский партийный деятель, Чрезвычайный и полномочный посол.
- 21 октября — Пётр Кожемякин (66) — участник Великой Отечественной войны, Герой Советского Союза.
- 22 октября — Абухаджи Идрисов (65) — участник Великой Отечественной войны, Герой Советского Союза.
- 24 октября — Николай Волков (59) — участник Великой Отечественной войны, Герой Советского Союза.
- 24 октября — Александр Куманичкин (63) — участник Великой Отечественной войны, Герой Советского Союза.
- 26 октября — Энгельберт Брода, Энгельберт (73) — австрийский физик и химик.
- 26 октября — Леонид Литвиненко (62) — украинский советский химик, академик АН УССР.
- 26 октября — Георгий Мартынов (77) — русский советский писатель-фантаст.
- 26 октября — Николай Сухов (69) — участник Великой Отечественной войны, Герой Советского Союза.
- 27 октября — Григорий Шаповал (70) — участник Великой Отечественной войны, Герой Советского Союза.
- 30 октября — Сергей Гусовский (68) — советский хозяйственно-промышленный деятель, Герой Социалистического Труда.
- 30 октября — Владимир Махалин (62) — лётчик-испытатель, Герой Советского Союза.
- 31 октября — Филипп Бородулин (72) — участник Великой Отечественной войны, полный кавалер Ордена Славы.
- 31 октября — Шараф Рашидов (65) — советский партийный и государственный деятель, первый секретарь ЦК Компартии Узбекской ССР, узбекский писатель.

## Ноябрь
- 1 ноября — Эуген Раннет (71) — советский и эстонский драматург, прозаик и сценарист, заслуженный деятель искусств Эстонской ССР.
- 3 ноября — Агаев, Алиага Исмаил оглы (70) — азербайджанский советский актёр театра и кино, народный артист Азербайджанской ССР.
- 4 ноября — Иван Пеньков (67) — участник Великой Отечественной войны, Герой Советского Союза.
- 4 ноября — Исраэль Змора (84) — еврейский литературовед, писатель, переводчик и издатель.
- 6 ноября — Вилле Песси (81) — деятель финляндского и международного рабочего движения, генеральный секретарь ЦК коммунистической партии Финляндии (1944—1969).
- 8 ноября — Мордехай Каплан (102) — американский раввин, педагог и религиозный философ, основатель реконструктивизма.
- 9 ноября — Кузьма Тушнолобов (75) — участник Великой Отечественной войны, Герой Советского Союза.
- 10 ноября — Геннадий Подэльский (56) — советский композитор, народный артист Эстонской ССР.
- 11 ноября — Арно Бабаджанян (62) — советский армянский композитор и пианист, народный артист СССР.
- 11 ноября — Илья Мурза (79) — участник Великой Отечественной войны, Герой Советского Союза.
- 12 ноября — Василий Аряев (61) — участник Великой Отечественной войны, Герой Советского Союза.
- 12 ноября — Павел Брикель (79) — участник Великой Отечественной войны, Герой Советского Союза.
- 12 ноября — Михаил Гришонков (69) — участник Великой Отечественной войны, Герой Советского Союза.
- 12 ноября — Александр Сахаровский (74) — начальник советской разведывательной службы в 1955—1971 годах, генерал-полковник.
- 14 ноября — Михаил Бронников (72) — участник Великой Отечественной войны, Герой Советского Союза.
- 14 ноября — Алексей Платов (60) — участник Великой Отечественной войны, Герой Советского Союза.
- 15 ноября — Степан Кузнецов (72) — участник Великой Отечественной войны, Герой Советского Союза.
- 16 ноября — Алексей Гурышев (58) — советский хоккеист и арбитр, заслуженный мастер спорта СССР.
- 16 ноября — Илья Игнатенко (63) — участник Великой Отечественной войны, Герой Советского Союза.
- 16 ноября — Николай Шиленков (61) — участник Великой Отечественной войны, Герой Советского Союза.
- 17 ноября — Андрей Андреев (78) — советский военачальник, генерал-полковник, Герой Советского Союза.
- 17 ноября — Леонид Чудбин (61) — участник Великой Отечественной войны, Герой Советского Союза.
- 18 ноября — Пётр Дубинин (74) — советский шахматист, заслуженный мастер спорта СССР, гроссмейстер ИКЧФ.
- 18 ноября — Александр Шорников (71) — участник Великой Отечественной войны, Герой Советского Союза, Народный герой Югославии.
- 19 ноября — Иван Конев (84) — участник Великой Отечественной войны, Герой Советского Союза.
- 20 ноября — Фёдор Кротков (87) — советский гигиенист, академик АМН СССР, генерал-майор медицинской службы, Герой Социалистического Труда, лауреат Государственной премии.
- 22 ноября — Василий Афанасьев (60) — участник Великой Отечественной войны, Герой Советского Союза.
- 22 ноября — Жумекен Нажимеденов (47) — казахский поэт, писатель и переводчик.
- 22 ноября — Гурам Патарая (55) — советский грузинский кинорежиссёр и сценарист, народный артист Грузинской ССР.
- 23 ноября — Микола Бажан (79) — украинский советский поэт, переводчик, публицист и общественный деятель, лауреат Ленинской премии, Герой Социалистического Труда.
- 23 ноября — Александр Исаков (72) — участник Великой Отечественной войны, Герой Советского Союза.
- 24 ноября — Павел Камозин (66) — участник Великой Отечественной войны, дважды Герой Советского Союза.
- 24 ноября — Иван Кудин (61) — участник Великой Отечественной войны, Герой Советского Союза.
- 24 ноября — Анатолий Яр-Кравченко (72) — советский художник-график, портретист, народный художник РСФСР.
- 25 ноября — Владимир Гельфанд (60) — советский писатель-мемуарист, участник Великой Отечественной войны.
- 25 ноября — Константин Градополов (79) — советский спортсмен и киноактёр, заслуженный мастер спорта СССР, заслуженный тренер СССР, заслуженный работник культуры РСФСР, судья всесоюзной категории.
- 25 ноября — Антон Долин (79) — английский артист балета и хореограф.
- 25 ноября — Иван Сорокин (64) — лётчик-испытатель, Герой Советского Союза.
- 26 ноября — Пётр Тарарышкин (60) — советский хозяйственный, государственный и политический деятель, Герой Социалистического Труда.
- 27 ноября — Семён Игнатьев (79) — советский государственный и политический деятель, министр государственной безопасности СССР в 1951—1953.
- 27 ноября — Мэсси, Гарри Стюарт Уилсон (75) — английский физик австралийского происхождения.
- 28 ноября — Ояр Вациетис (50) — советский латышский поэт, народный поэт Латвийской ССР.
- 29 ноября — Иосиф Жигарев (77) — участник Великой Отечественной войны, Герой Советского Союза.
- 29 ноября — Латыф Хамиди (77) — советский композитор, народный артист Казахской ССР.
- 30 ноября — Анатолий Кос-Анатольский (73) — советский украинский композитор, народный артист Украинской ССР .

## Декабрь
- 2 декабря — Фифи Д’Орсей (79) — американская актриса водевилей, кино и телевидения.
- 3 декабря — Мурман Джапаридзе (58) — участник Великой Отечественной войны, полный кавалер Ордена Славы.
- 4 декабря — Иван Шпедько (65) — советский дипломат, Чрезвычайный и полномочный посол.
- 5 декабря — Борис Галин (79) — русский советский писатель и журналист.
- 5 декабря — Роберт Олдрич (65) — американский кинорежиссёр, сценарист и кинопродюсер.
- 7 декабря — Константин Ибряев (60) — советский поэт-песенник, журналист, редактор молодёжных радиопередач.
- 8 декабря — Кит Холиок (79) — премьер-министр Новой Зеландии в 1960—1972.
- 10 декабря — Фрол Васькин (72) — участник Великой Отечественной войны, Герой Советского Союза.
- 11 декабря — Антон Дулебо (63) — участник Великой Отечественной войны, полковник, Герой Советского Союза.
- 12 декабря — Фёдор Дьяченко (64) — участник Великой Отечественной войн, капитан 1-го ранга, Герой Советского Союза.
- 12 декабря — Карапет Симонян (65) — участник Великой Отечественной войны, Герой Советского Союза.
- 13 декабря — Евней Букетов (58) — казахстанский учёный в области химии и металлургии, писатель, поэт, академик АН Казахской ССР.
- 13 декабря — Бронислав Верниковский — советский спортивный функционер.
- 13 декабря — Михаил Колодяжный (73) — участник Великой Отечественной войны, полный кавалер Ордена Славы.
- 14 декабря — Виктор Мухин (59) — участник Великой Отечественной войны, Герой Советского Союза.
- 14 декабря — Феликс Яворский (51) — советский киноактёр, мастер дублирования и закадрового озвучивания.
- 16 декабря — Григорий Александров (80) — советский кинорежиссёр, сценарист, педагог, Герой Социалистического Труда, народный артист СССР, лауреат двух Сталинских премий I степени.
- 16 декабря — Пётр Клыпа (57) — самый юный защитник Брестской крепости.
- 17 декабря — Андрей Звягин (82) — участник Великой Отечественной войны, Герой Советского Союза.
- 18 декабря — Павел Митрошин (77) — участник Великой Отечественной войны, Герой Советского Союза.
- 19 декабря — Алексей Богатский — советский химик-органик, академик АН Украинской ССР, лауреат Государственной премии СССР.
- 20 декабря — Павел Вежинов (69) — болгарский писатель и драматург.
- 21 декабря — Сергей Юдин (67) — участник Великой Отечественной войны, Герой Советского Союза.
- 22 декабря — Татьяна Александрова (54) — русская советская детская писательница, художница.
- 23 декабря — Алексей Торопкин (63) — участник Великой Отечественной войны, Герой Советского Союза.
- 25 декабря — Степан Соколов (72) — участник Великой Отечественной войны, подполковник[1]
- 25 декабря — Сергей Шокотов (70) — участник Великой Отечественной войны, полный кавалер ордена Славы.
- 27 декабря — Алексей Головкин (64) — участник Великой Отечественной войны, Герой Советского Союза.
- 27 декабря — Павел Свистов (59) — участник Великой Отечественной войны, Герой Советского Союза.
- 28 декабря — Михаил Болдуман (85) — советский актёр, народный артист СССР, лауреат трёх Сталинских премий I степени.
- 28 декабря — Михаил Копылов (76) — участник Великой Отечественной войны, Герой Советского Союза.
- 29 декабря — Галина Веневитинова (34) — советская актриса театра и кино.
- 29 декабря — Николай Воронцов (63) — участник Великой Отечественной войны, Герой Советского Союза.
- 30 декабря — Юрий Постников (56) — русский советский детский писатель.
- 30 декабря — Пётр Почукалин (68) — участник Великой Отечественной войны, Герой Советского Союза.
- 30 декабря — Владимир Стрижак (72) — участник Великой Отечественной войны, Герой Советского Союза.